# Trine Østergaard
Trine Østergaard Jensen (Skanderborg, 17 de outubro de 1991) é uma jogadora de handebol dinamarquesa.

## Carreira

### Carreira nos clubes
Trine Østergaard começou a jogar handebol no clube local Galten FS, antes de mudar para o time juvenil do Team Ikasts. Sua estreia na liga foi com o Ikast-Brande EH em 2008. Com o Ikast-Brande (mais tarde FC Midtjylland), ela ganhou vários troféus, incluindo a Liga Dinamarquesa de 2015.
Em 2017, ela mudou para o rival da liga Odense Håndbold, onde jogou por três anos antes de mudar para o clube alemão SG BBM Bietigheim no verão de 2020. Aqui, ela jogou três temporadas como a primeira escolha da ala direita. Ela venceu a Bundesliga duas vezes em 2022 e 2023 e a Liga Europeia EHF Feminina de 2021–22.
No verão de 2023, ela se mudou para o principal clube romeno, o CSM București.

### Carreira internacional
Østergaard estreou pela seleção dinamarquesa em 2011 contra a Rússia. Ela fez parte do time brutto para o Campeonato Europeu de Handebol Feminino de 2012, mas no final, ela não chegou ao time final. Ela fez seu primeiro grande torneio internacional no Campeonato Mundial de Handebol Feminino de 2013, onde jogou mais minutos do que qualquer jogadora dinamarquesa.
Nos Jogos Olímpicos de Verão de 2024, em Paris, conquistou a medalha de bronze no torneio feminino do handebol, após vencer a equipe sueca por 30–25 na disputa pelo terceiro lugar.